# フィリピン (化合物)
フィリピン（filipin）は、ポリエン系抗真菌薬の一つである。1955年にUpJohn社 (en) の化学者らによって、それ以前は知られていなかった放線菌Streptomyces filipinensisの菌糸体および培養濾液から単離された。Streptomyces filipinensisは、フィリピン諸島で採集された土壌から発見された菌である。化合物名および菌の学名は、フィリピン (Philippine) に由来している。本化合物は、強力な抗菌活性を有している。特徴的な紫外・可視および赤外スペクトルからポリエンマクロリドであることが同定された。  

## 機能
ポリエンマクロリド系抗生物質は強力な抗菌活性を示すにもかかわらず、アムホテリシンBおよびナイスタチンA1以外のほとんどは薬として使用する際に毒性も示す。ステロール依存性イオンチャネルを形成するアムホテリシンBおよびナイスタチンA1とは異なり、フィリピンは単純な膜破壊剤であると考えられている。フィリピンは強い蛍光を示しコレステロールに特異的に結合することから、コレステロールの組織化学的染色に広く使用されている。細胞膜中のコレステロールを検出するこの方法は、C型ニーマン・ピック病の診断および研究において臨床で用いられている。
また、ほ乳類細胞の脂質ラフト/カベオラエンドサイトーシス経路の阻害剤として細胞生物学で使用されている（3 µg/mL程度の濃度）。

## 種類
フィリピンは、フィリピンI (4%)、II (25%)、III (53%)、IV (18%) の4種の成分の混合物であり、フィリピン複合体 (filipin complex) と呼ばれる。
主要成分であるフィリピンIIIの構造は、CederおよびRyhageによって提唱されたフィリピン複合体の構造と一致している。
フィリピンIは、特性を明らかにすることが困難であり、それぞれフィリピンIIIよりヒドロキシ基が2つ少ないいくつかの成分の混合物ではないかと考えられている。
フィリピンIIの構造は、質量分析および核磁気共鳴 (NMR) 分光法によって、1'-デオキシフィリピンIIIであることが示された。
フィリピンIVはフィリピンIIIの異性体である。NMRスペクトルはフィリピンIIIとほとんど一致しているが、C2位のプロトンの分裂パターンが主な差異である。このことから、フィリピンIVは、フィリピンIIIのC1'あるいはC3位がエピメリ化したものではないかと考えられる。
フィリピンIIIの相対および絶対立体配置は13C NMRアセトナイド分析によって決定された。

## 合成
1997年に、フィリピンIIIの全合成が報告されている。